# Ey Iran
Ey Iran (Perzisch: ای ایران) (O! Iran) is een bekend en zeer populair Iraans volkslied. De tekst is geschreven door Hossein Gol-e-Golab in 1946, en de muziek is gecomponeerd door Ruhollah Khaleghi.
Gol-e-Golab schreef het lied uit vaderlandsliefde. Hij zou gezegd hebben: "In 1944 waren de voetstappen van de invallende legers in de straten genoeg om elke patriot zorgen te baren en inspireerde me om deze hymne te schrijven. Professor Ruhollah Khaleghi schreef de muziek en ondanks alle politieke oppositie, vond het zijn weg naar het hart en de ziel van de mensen."
"Ey Iran" wordt vaak ten onrechte gehouden voor het huidige of vorige Iraanse nationale volkslied. Het heeft slechts korte tijd een officiële status gehad. Desalniettemin heeft het een belangrijke plaats in de Iraanse cultuur vergelijkbaar met die van de Men of Harlech in Wales. Officieus werd het gebruikt van februari 1979 tot maart 1980 gedurende de overgangsperiode tussen het bewind van de Sjah en dat van Ayatollah Khomeini. Desondanks wordt het door dissidenten en patriotten als een alternatief gezien voor het huidige volkslied. "Ey Iran" heeft zelfs een grotere bekendheid onder Iraniërs dan het huidige of vorige volkslied, vooral omdat het, het enige volkslied is dat werkelijk Iran prijst. Dit terwijl het volkslied van de Sjah, de koning (de sjah) eert en het volkslied van het islamitisch regime de revolutie roemt. Veel Iraniërs prefereren "Ey Iran" omdat het over Iran gaat zonder politieke bijkomstigheden.

## Tekst
| Perzisch | Transliteratie | Nederlandse vertaling |
| اي ايران اي مرز پرگهر ، اي خاكت سرچشمه هنر دور از تو انديشه بدان ، پاينده ماني و جاودان اي دشمن ار تو سنگ خاره اي من آهنم، جان من فداي خاك پاك ميهنم مهر تو چون شد پيشه ام، دور از تو نيست انديشه ام در راه تو كي ارزشي دارد اين جان ما، پاينده باد خاك ايران ما سنگ كوهت در و گوهر است، خاك دشتت بهتر از زر است مهرت از دل كي برون كنم، برگو بي مهر تو چون كنم، تا گردش جهان دور آسمان به پاست، نور ايزدي هميشه رهنماي ماست مهر تو چون شد پيشه ام، دور از تو نيست انديشه ام در راه تو كي ارزشي دارد اين جان ما، پاينده باد خاك ايران ما ايران اي خرم بهشت من، روشن از تو سرنوشت من گر آتش بارد به پیكرم، جز مهرت در دل نپرورم از آب و خاك و مهر تو سرشته شد گلم، مهر اگر برون رود تهی شود دلم مهر تو چون شد پيشه ام، دور از تو نيست انديشه ام در راه تو كي ارزشي دارد اين جان ما، پاينده باد خاك ايران ما | Ey Irŭn, ey marze porgohar Ey cŭkat sarĉeŝmeye honar Duraz to andiŝe ye badŭn Pŭyande mŭni to jŭvedŭn Ey doŝmanarto sange cŭreyi man ŭhanam Jŭne man fadŭye cŭke pŭke mihanam Mehreto ĉon ŝod piŝeam Dur aztonist andiŝeam Dar rŭheto, key arzeŝi dŭrad injŭne mŭ Pŭyande bŭd cŭke Irŭne mŭ Sange kuhat dorro gohar ast Cŭke daŝtat behtar az zar ast Mehrat az del key borun konam Bargubi mehreto ĉun konam Tŭ gardeŝe jahŭno dore ŭsemŭn bepŭst Nure izadi hamiŝe rahnamŭye mŭst Mehreto ĉon ŝod piŝeam Dur aztonist andiŝeam Dar rŭhe to key arzeŝi dŭrad injŭne mŭ Pŭyande bŭd cŭke Irŭne mŭ Irŭn, ey corram beheŝte man Rouŝan azto sarneveŝte man Gar ŭtaŝ bŭradbe peykaram Joz mehrat dar del naparvaram Az ŭbo cŭko mehreto sereŝte ŝod gelam Mehr agar borun ravad tohi ŝavad delam Mehreto ĉon ŝod piŝeam Dur aztonist andiŝeam Dar rŭheto key arzeŝi dŭrad injŭne mŭ Pŭyande bŭd cŭke Irŭne mŭ | O Iran, o bejuweeld land O, uw grond is de oorsprong van de kunst De (kwade) gedachten van rivalen zullen ver van u zijn Moge u voor eeuwig voortleven Oh Vijand als u van steen bent, ben ik van ijzer Moge mijn leven worden opgeofferd voor mijn moederland Uw Liefde is mijn roeping Mijn gedachten zijn altijd bij u Tegenover u, welke waarde hebben onze levens? Moge het land van Iran eeuwig zijn De Stenen van uw berg zijn Juwelen en Parels De grond van uw valleiën zijn waardevoller dan goud Wanneer kan mijn hart afstand van u doen? Zeg mij, wat moet ik zonder u doen? Zolang de aarde draait en de cirkel van de lucht beweegt Zal het heilige licht ons begeleiden Uw Liefde is mijn Roep Mijn gedachten zijn nooit ver van u Welke waarde hebben onze levens? Moge het Iraanse land voor eeuwig voortleven Iran, oh mijn Groene paradijs Mijn lot is verlicht door u Als het vuur regent op mijn lichaam Ook dan zal mijn liefde voor u nooit vergaan Uw water, land en liefde hebben mijn klei gekneed Als uw liefde mijn hart verlaat zal het vergaan Uw liefde is mijn roep Mijn gedachten zijn nooit ver weg Tegenover u, welke waarde hebben onze levens? Moge het Iraanse land voor eeuwig voortleven |